# Ramón Foguet i Foraster
Ramón Foguet i Foraster (Sant Martí de Maldà, província de Lleida, 25 de gener de 1729 - Tarragona, 16 de novembre de 1794) fou un ardiaca i arqueòleg català.
Cursà la carrera eclesiàstica en el Seminari de Tarragona, on assolí una canongia el 1759, sent nomenat el 1789 ardiaca de Vilaseca de Solcina. Fou home d'estudis, i donat totalment a les investigacions arqueològiques, adquirint exemplars, dirigint excavacions i formant col·leccions tant notables com la seva biblioteca i monetari, que llegà al convent de Sant Francesc de Tarragona.
Fou diputat en les Juntes de temporalitats, comissionat a Madrid per la província tarragonina, arxiver del capítol, sots-delegat de Creuada, jutge sinodal i vicari general dels arquebisbes Santiyán i Armanyà.
Deixà manuscrits molts articles per a formar un diccionari d'autors catalans, però la seva obra més seriosa és el seu Disertación sobre los tiestos y barros antigues de Tarragona, que és la font on han anat traient els primers materials tots els tractadistes de ceràmica tarragonins. La Reial Acadèmia de la Història declarà aquesta obra la monografia més extensa escrita fins llavors sobre aquella matèria. El pare Flórez, Dou, Aymerich, Finestres, Torres Amat i Menéndez y Pelayo, lloen i estudien la labor de Foguet i Foraster.